# Anne van Gent
Anne Herman (Anne) van Gent (Waddinxveen, 1 februari 1926 – Gouda, 20 oktober 2022) was een Nederlands politicus van de PvdA.
Hij werd geboren als zoon van Benjamin van Gent (1887-1975; onderwijzer) en Johanna Adriana Ververs (1883-1963). Anne van Gent kwam in 1962 in de gemeenteraad van Waddinxveen en vanaf 1973 was hij daar negen jaar wethouder waarbij hij Onderwijs en sportzaken in zijn portefeuille heeft gehad. In juli 1982 werd Van Gent burgemeester van Zevenhuizen en hij kwam kort daarvoor landelijk in het nieuws omdat hij aankondigde naast zijn burgemeesterschap tot september van dat jaar aan te zullen blijven als raadslid van de gemeente Waddinxveen. In 1991 fuseerde Zevenhuizen met de gemeente Moerkapelle waarmee zijn functie kwam te vervallen waarop hij weer in Waddinxveen ging wonen.
Van Gent werd 96 jaar.